# Salto con gli sci ai XIII Giochi olimpici invernali
Nel salto con gli sci ai XIII Giochi olimpici invernali furono disputate due gare, dal trampolino normale K70 e dal trampolino lungo K90, entrambe riservate agli atleti di sesso maschile. Le medaglie assegnate furono ritenute valide anche ai fini dei Campionati mondiali di sci nordico 1980.

## Risultati

### Trampolino normale
La gara dal trampolino normale si disputò il 17 febbraio dalle ore 13:00 sul trampolino K70 del MacKenzie Intervale Ski Jumping Complex e parteciparono 48 atleti, che effettuarono due salti con valutazione della distanza e dello stile.
| Posizione | Atleta           | Nazione      | Punti |
| --------- | ---------------- | ------------ | ----- |
| 1         | Toni Innauer     | Austria      | 266,3 |
| 2         | Manfred Deckert  | Germania Est | 249,2 |
|           | Hirokazu Yagi    | Giappone     | 249,2 |
| 4         | Masahiro Akimoto | Giappone     | 248,5 |
| 5         | Pentti Kokkonen  | Finlandia    | 247,6 |
| 6         | Hubert Neuper    | Austria      | 245,5 |
| 7         | Alfred Groyer    | Austria      | 245,3 |
| 8         | Jouko Törmänen   | Finlandia    | 243,5 |
| 9         | Hansjörg Sumi    | Svizzera     | 242,6 |
| 10        | Stanisław Bobak  | Polonia      | 242,2 |

### Trampolino lungo
La gara dal trampolino lungo si disputò il 23 febbraio dalle ore 13:00 sul trampolino K90 del MacKenzie Intervale Ski Jumping Complex e parteciparono 50 atleti, che effettuarono due salti con valutazione della distanza e dello stile.
| Posizione | Atleta           | Nazione     | Punti |
| --------- | ---------------- | ----------- | ----- |
| 1         | Jouko Törmänen   | Finlandia   | 271,0 |
| 2         | Hubert Neuper    | Austria     | 262,4 |
| 3         | Jari Puikkonen   | Finlandia   | 248,5 |
| 4         | Toni Innauer     | Austria     | 245,7 |
| 5         | Armin Kogler     | Austria     | 245,6 |
| 6         | Roger Ruud       | Norvegia    | 243,0 |
| 7         | Hansjörg Sumi    | Svizzera    | 242,7 |
| 8         | Jim Denney       | Stati Uniti | 239,1 |
| 9         | Steve Collins    | Canada      | 238,4 |
| 10        | Masahiro Akimoto | Giappone    | 237,7 |

## Medagliere per nazioni
| Posizione | Nazione      | Oro | Argento | Bronzo | Totale |
| --------- | ------------ | --- | ------- | ------ | ------ |
| 1         | Austria      | 1   | 1       | 0      | 2      |
| 2         | Finlandia    | 1   | 0       | 1      | 2      |
| 3         | Germania Est | 0   | 1       | 0      | 1      |
|           | Giappone     | 0   | 1       | 0      | 1      |